# Bros Music
Bros Music is een Centraal-Europees muzieklabel, onderdeel van Sony BMG Music Entertainment. Haar hoofdkantoor is gevestigd in Duitsland en heeft vele bekende artiesten getekend, waaronder E-rotic, Maarja Kivi, Bad Boys Blue, Gracia, Chris Norman en Virus Incorporation. Het label is opgericht door David Brandes. 